# Busisiwe Mkhwebane

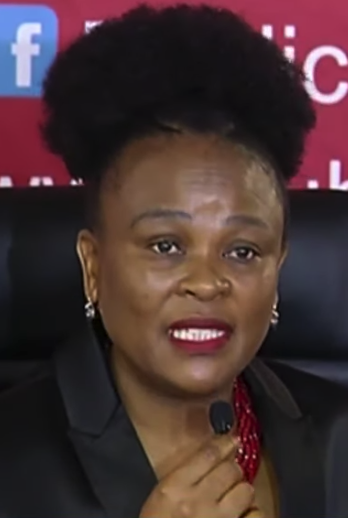
Busisiwe Mkhwebane, 2019

Busisiwe Mkhwebane (* 2. Februar 1970 in Bethal) ist eine südafrikanische Juristin. Sie war von 2016 bis 2022 Public Protector (Ombudsfrau; wörtlich: „Öffentlicher Beschützer“) von Südafrika.

## Leben

### Ausbildung und Laufbahn bis 2016
Mkhwebane erlangte ihr Matric im Jahr 1988 an der Mkhephula Secondary School. Sie studierte an der University of the North und erhielt einen BProc, gefolgt von einem Bachelor of Law. Anschließend erwarb sie an der Randse Afrikaanse Universiteit Diplome in Gesellschaftsrecht und Steuerrecht. 2010 erlangte sie an der University of South Africa einen Master in Business Leadership.
1994 wurde sie vom Justizministerium als Staatsanwältin angestellt. Zwei Jahre später wurde sie Legal Administrative Officer im International Affairs Doctorate. 1998 arbeitete sie erstmals im Büro des damaligen Public Protector als Senior investigator und Acting provincial representative. 2005 wechselte sie in das Innenministerium, wo sie Direktorin für Flüchtlingsangelegenheiten wurde. 2010 bis 2014 war sie Counselor Immigration and Civic Services in der südafrikanischen Botschaft in China, bevor sie Direktorin für Landesinformation und Zusammenarbeitsmanagement im Innenministerium wurde.

### Tätigkeit als Public Protector
2016 wurde sie vom damaligen Präsidenten Jacob Zuma als Nachfolgerin von Thuli Madonsela zur Public Protector ernannt. Der Public Protector ist eine von der Verfassung garantierte unabhängige Position.
2017 wies Mkhwebane die Nationalversammlung an, die Verfassung zu ändern, um die South African Reserve Bank stärker von der Regierung führen zu lassen. Daraufhin fiel der Kurs des Rand. Später urteilte ein Gericht, dass sie ihre Kompetenzen überschritten habe und dass die Gewaltenteilung bewahrt werden müsse. Das Verfassungsgericht der Republik Südafrika bestätigte am 22. Juli 2019 das Urteil und erlegte Mkhwebane einen hohen Beitrag der Gerichtskosten als Strafe auf. In dem Urteil wurde unter anderem kritisiert, dass sie nicht alle Seiten gehört habe.
Mkhwebane ermittelt unter anderem gegen den Minister Pravin Gordhan (African National Congress, ANC) wegen einer möglichen Affäre um die Bildung einer verdeckt ermittelnden Einheit innerhalb des South African Revenue Service (SARS), einer Behörde des Finanzministeriums, dem Gordhan einst vorstand. Sie bezeichnete die Einheit als illegal und verlangte von Präsident Ramaphosa Konsequenzen. Außerdem wirft sie Gordhan Unregelmäßigkeiten bei der Vorruhestandsregelung des stellvertretenden SARS-Vorsitzenden Ivan Pillay vor. Auch beim Erwerb einer IT-Firma soll es zu Unregelmäßigkeiten gekommen sein; ferner bezichtigt sie ihn der Lüge in der Frage seiner Treffen mit Mitgliedern der Gupta-Familie. Am 8. August 2019 urteilte der North Gauteng High Court gegen Mkhwebane und die Economic Freedom Fighters (EFF), dass Ramaphosa ordnungsgemäß mit ihrem Bericht zu Gordhan umgegangen sei.
Präsident Cyril Ramaphosa wurde von ihr bezichtigt, vom Unternehmen Bosasa eine illegale Spende über 500.000 Rand für seine parteiinterne Präsidentschaftskampagne im Jahr 2017 eingesetzt zu haben. Ramaphosa hatte ursprünglich angegeben, dass sein Sohn Andile das Geld von Bosasa erhalten habe; später musste Ramaphosa einräumen, gelogen zu haben. Mkhwebanes Bericht, den sie laut Gesetz innerhalb von 30 Tagen nach Anforderung durch einen Abgeordneten veröffentlichen muss, war im Juni 2019 auch sechs Monate nach einer solchen Anfrage noch unter Verschluss. Ramaphosa reichte daraufhin eine Klage gegen Mkhwebane ein, die im März 2020 zu seinen Gunsten entschieden wurde. Am 15. August 2019 wurde Mkhwebane ein weiteres Mal zur Zahlung fast aller Gerichtskosten in einem Verfahren verurteilt, in dem es um ihren 2017 erschienenen Bericht über Korruption beim Estina Dairy Farm Project in der Provinz Freistaat ging. Darin hatte sie die Hauptverursacher, Mitglieder der Gupta-Familie, nicht erwähnt.
Mkhwebane kritisierte öffentlich die Einmischung Madonselas in ihre Arbeit und wies Vorwürfe zurück, sie sei im Zusammenhang mit der Einflussnahme der Gupta-Familie auf den Staat ins Amt gekommen.
Mkhwebane wurde kritisiert, weil sie zur Feier ihres 50. Geburtstages zahlreiche der Korruption verdächtigte Personen, darunter Mosebenzi Zwane, eingeladen hatte.
Im Juni 2022 suspendierte Präsident Cyril Ramaphosa sie von diesem Amt.